# Aniela Poraj-Biernacka
Aniela Poraj-Biernacka (1858 - 1 de dezembro de 1918 em Wola) foi uma pintora polonesa.